# Max Wien
Max Wien (25. prosinec 1866, Královec – 22. února 1938, Jena) byl německý fyzik a ředitel Fyzikálního ústavu univerzity v Jeně.

## Život a působení
Narodil se v pruském Královci (Königsberg, dnes ruský Kaliningrad) jako bratranec pozdějšího laureáta Nobelovy ceny za fyziku Wilhelma Wiena. Studoval v Královci, ve Freiburgu a v Berlíně u Hermanna Helmholtze, u něhož také roku 1888 promoval. Od roku 1892 pracoval s Wilhelmem Röntgenem ve Würzburgu, kde se roku 1893 habilitoval. 1898 přešel na TH Aachen a roku 1904 jako řádný profesor na Technickou vysokou školu v Gdaňsku. V letech 1911 až 1935 byl profesorem na univerzitě v Jeně, kde roku 1938 zemřel.
Wienovo bádání se týkalo vysokofrekvenční elektroniky, akustiky a vodivosti elektrolytů. Roku 1891 vynalezl můstek pro měření impedancí střídavým proudem, později nazvaný Wienův můstek. V letech 1906 až 1909 zkoumal účinnost jiskrových vysílačů a vynalezl tlumené jiskřiště, které vytvářelo užší frekvenční pásmo s větším dosahem a jehož signál se dal snadno převést na akustický. Jeho jiskřiště se užívalo až do konce éry jiskrového vysílání kolem roku 1920. Oscilátor s Wienovým článkem sice používal Wienův můstek, nebyl ale jeho vynálezem. Poprvé ho použil roku 1939 William Hewlett (1913-2011), spoluzakladatel firmy Hewlett-Packard.